# Kipo és a csodálatos szörnyek kora
A Kipo és a csodálatos szörnyek kora (eredeti cím: Kipo and the Age of Wonderbeasts) 2020-ban indult amerikai televíziós 2D-s számítógépes animációs sorozat, amely Radford Sechrist webképregényei alapján készült. A zeneszerzője Daniel Rojas. A tévéfilmsorozat a DreamWorks Animation Television és a Studio Mir gyártásában készült. Műfaját tekintve akciófilm-sorozat és kalandfilmsorozat. A sorozat 2020. január 14-én debütál a Netflix oldalán. Magyarországon szinkronosan a Netflix fogja bemutatni.

## Ismertető
Át kell verekednie magát a mutáns állatok világán, hogy hazajusson. A széltől is óvott de talpraesett lány, csapata segítségével megtanul túlélni.

## Szereplők
| Szereplő          | Eredeti hang      | Magyar hang |
| ----------------- | ----------------- | ----------- |
| Kipo              | Karen Fukuhara    | ?           |
| Wolf              | Sydney Mikayla    | ?           |
| Benson            | Coy Stewart       | ?           |
| Dave              | Deon Cole         | ?           |
| Mandu             | Dee Bradley Baker | ?           |
| Kipo apja         | Sterling K. Brown | ?           |
| Scarlemagne       | Dan Stevens       | ?           |
| Molly Yarnchopper | Lea Delaria       | ?           |
| Camille           | Joan Jett         | ?           |
| Billió és Billió  | John Hodgman GZA  | ?           |